# Sân vận động Ánh sáng (Lisboa)
Sân vận động Ánh sáng (tiếng Bồ Đào Nha: Estádio da Luz; phát âm tiếng Bồ Đào Nha: [(ɨ)ˈʃtaðju ðɐ ˈluʃ]), tên chính thức là Sân vận động Thể thao Lisboa e Benfica, là một sân vận động đa năng nằm ở Lisbon, Bồ Đào Nha. Sân được dùng chủ yếu để tổ chức các trận đấu bóng đá, là sân nhà của câu lạc bộ Bồ Đào Nha S.L. Benfica, chủ sở hữu của sân vận động.
Mở cửa vào ngày 25 tháng 10 năm 2003 với trận đấu giao hữu giữa Benfica và câu lạc bộ Nacional của Uruguay, sân đã thay thế sân vận động Ánh sáng ban đầu có sức chứa 120.000 chỗ ngồi. Sức chứa chỗ ngồi đã giảm xuống còn 65.647 chỗ ngồi và hiện tại ở mức 64.642 chỗ ngồi. Sân vận động được thiết kế bởi HOK Sport Venue Event và có chi phí xây dựng là 162 triệu euro.
Đây là sân vận động được UEFA xếp hạng 4 và là một trong những sân vận động có sức chứa lớn nhất châu Âu (lớn nhất ở Bồ Đào Nha), sân này đã tổ chức một số trận đấu ở UEFA Euro 2004, kể cả trận chung kết, cùng với trận chung kết UEFA Champions League 2014 và trận chung kết 2020. Hơn nữa, đây là nơi tổ chức lễ công bố Bảy kỳ quan thế giới mới vào năm 2007. Vào tháng 10 năm 2014, nó được bầu chọn là sân vận động đẹp nhất châu Âu trong một cuộc thăm dò ý kiến của tờ báo Pháp L'Équipe.
Vào sinh nhật thứ 15, Sân vận động Ánh sáng đã đón nhận hơn 17 triệu khán giả.

## Đặt tên
Trong khi sân vận động của Benfica trước đó cũng được đặt tên chính thức là "Sân vận động Thể thao Lisboa và Benfica", cả hai sân vận động cũ và mới luôn được gọi bằng cái tên không chính thức, Estádio da Luz. Luz là tên của khu phố mà sân vận động được xây dựng trên, trên biên giới giữa các giáo xứ Benfica và Carnide, được đặt tên để tỏ lòng kính trọng đối với Igreja de Nossa Senhora da Luz (Nhà thờ Đức Mẹ Ánh Sáng). Tên không chính thức này được bắt gặp ngay sau khi xây dựng sân vận động ban đầu; người dân Lisbon thường gọi nó là Luz ("ánh sáng"). Do đó, tên chung của sân vận động đã trở thành "Estádio da Luz", và nó thường được dịch sang tiếng Anh là "Stadium of Light" (Sân vận động Ánh sáng). Bản dịch này, tuy nhiên, không chính xác bởi vì Luz không chỉ ám chỉ là "ánh sáng" mà còn ám chỉ địa chỉ ban đầu của sân vận động: Estrada da Luz. Hơn nữa, giống như sân trước đây của nó, sân vận động hiện tại cũng được gọi là a Catedral (Nhà thờ) hoặc là o Inferno da Luz.

## Đặc điểm
Kiến trúc sư Damon Lavelle, từ HOK Sport Venue Event (nay là Populous), đã thiết kế sân vận động để tập trung vào ánh sáng và sự minh bạch. Mái che được làm bằng polycacbonat cho phép ánh sáng mặt trời xuyên qua sân vận động để chiếu sáng sân. Mái che, được hỗ trợ bởi các cột dầm của bốn vòm thép, tạo cảm giác như lơ lửng trên các khán đài bên dưới. Các vòm cao 43 mét và giúp khẳng định diện mạo của sân vận động, sau khi đã được định hình để trông giống như mặt nghiêng lượn sóng của ba tầng khán đài của sân.

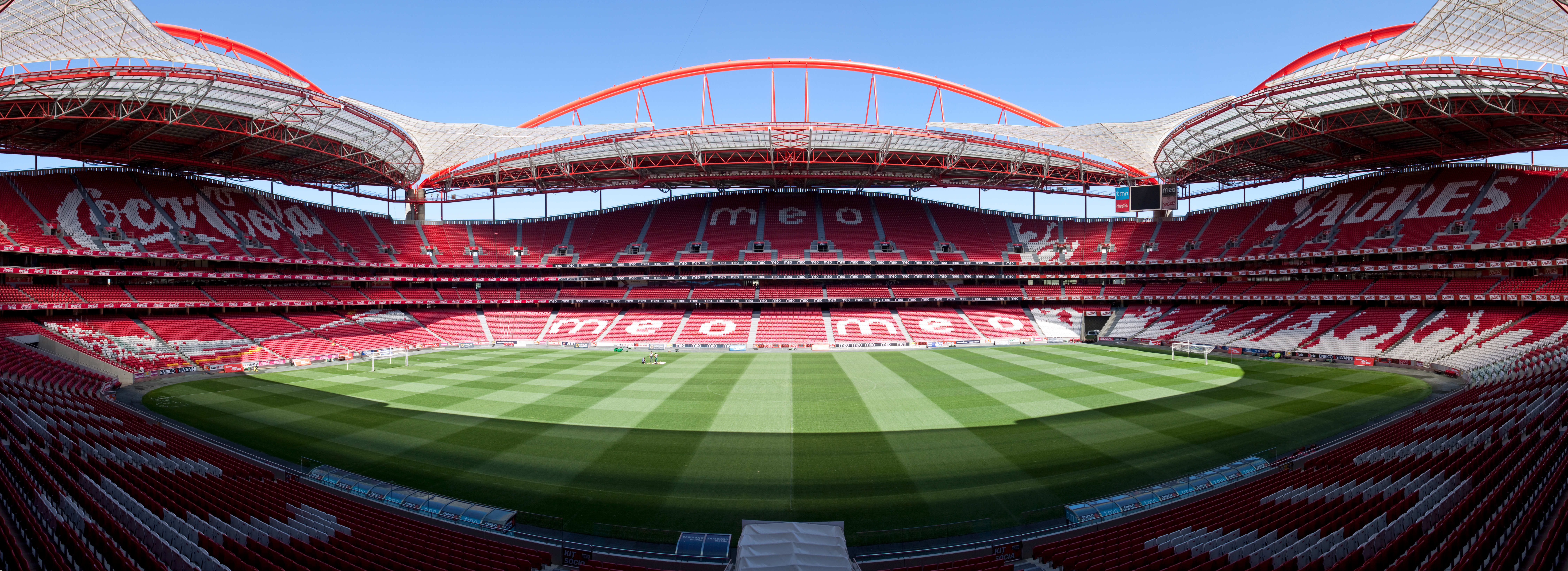
Toàn cảnh Sân vận động Ánh sáng vào ngày 30 tháng 7 năm 2009

## Các trận đấu đáng chú ý

### Trận đấu khánh thành
| Benfica            | 2–1      | Nacional  |
| ------------------ | -------- | --------- |
| Nuno Gomes 7', 47' | Chi tiết | Mello 11' |

Trong trận mở màn, Benfica đánh bại Nacional bên phía Uruguay với tỷ số 2–1 nhờ bàn thắng của Nuno Gomes, người đã trở thành cầu thủ ghi bàn thắng đầu tiên trong lịch sử của Sân vận động Ánh sáng.

### Giải vô địch bóng đá châu Âu 2004
Tứ kết
| Bồ Đào Nha                                                       | 2–2 (s.h.p.) | Anh                                                            |
| ---------------------------------------------------------------- | ------------ | -------------------------------------------------------------- |
| Postiga 83' · Rui Costa 110'                                     | Chi tiết     | Owen 3' · Lampard 115'                                         |
| Loạt sút luân lưu                                                |              |                                                                |
| Deco · Simão · Rui Costa · Ronaldo · Maniche · Postiga · Ricardo | 6–5          | Beckham · Owen · Lampard · Terry · Hargreaves · Cole · Vassell |

Trong trận tứ kết đầu tiên giữa Anh và Bồ Đào Nha, đội tuyển Anh đã mở tỷ số chỉ sau hai phút do công của Michael Owen. Bồ Đào Nha bị sức ép nên tấn công liên tục từ đó dẫn đến bàn gỡ hòa ở phút 83 của Hélder Postiga. Một tình huống gây tranh cãi xảy ra trong những phút bù giờ khi Michael Owen chạm xà ngang của đội tuyển Bồ Đào Nha, dẫn đến cú đánh đầu của Sol Campbell, dường như đã giúp Anh vươn lên dẫn trước một lần nữa, nhưng cú đánh đầu không được công nhận vì trọng tài Urs Meier cho rằng đã phạm lỗi với thủ môn Ricardo của Bồ Đào Nha. Mỗi bên có thêm một bàn thắng trong hiệp phụ, đưa trận đấu đến loạt sút luân lưu, mà chung cuộc Bồ Đào Nha thắng 6–5. Ricardo cản phá quả phạt đền từ Darius Vassell và sau đó ghi bàn thắng quyết định.
Chung kết
| Bồ Đào Nha | 0–1      | Hy Lạp         |
| ---------- | -------- | -------------- |
|            | Chi tiết | Charisteas 57' |

### Chung kết UEFA Champions League 2014
| Real Madrid                                                   | 4–1 (s.h.p.) | Atlético Madrid |
| ------------------------------------------------------------- | ------------ | --------------- |
| Ramos 90+3' · Bale 110' · Marcelo 118' · Ronaldo 120' (ph.đ.) | Chi tiết     | Godín 36'       |

### UEFA Champions League 2019-20
Tứ kết
| Atalanta      | 1–2      | Paris Saint-Germain                    |
| ------------- | -------- | -------------------------------------- |
| - Pašalić 27' | Chi tiết | - Marquinhos 90' - Choupo-Moting 90+3' |

| Barcelona                      | 2–8      | Bayern München                                                                                  |
| ------------------------------ | -------- | ----------------------------------------------------------------------------------------------- |
| - Alaba 7' (l.n.) - Suárez 57' | Chi tiết | - Müller 4', 31' - Perišić 22' - Gnabry 27' - Kimmich 63' - Lewandowski 82' - Coutinho 85', 89' |

Bán kết
| RB Leipzig | 0–3      | Paris Saint-Germain                          |
| ---------- | -------- | -------------------------------------------- |
|            | Chi tiết | - Marquinhos 13' - Di María 42' - Bernat 56' |

Chung kết
| Paris Saint-Germain | 0–1      | Bayern München |
| ------------------- | -------- | -------------- |
|                     | Chi tiết | Coman 59'      |

## Các trận đấu của đội tuyển bóng đá quốc gia Bồ Đào Nha

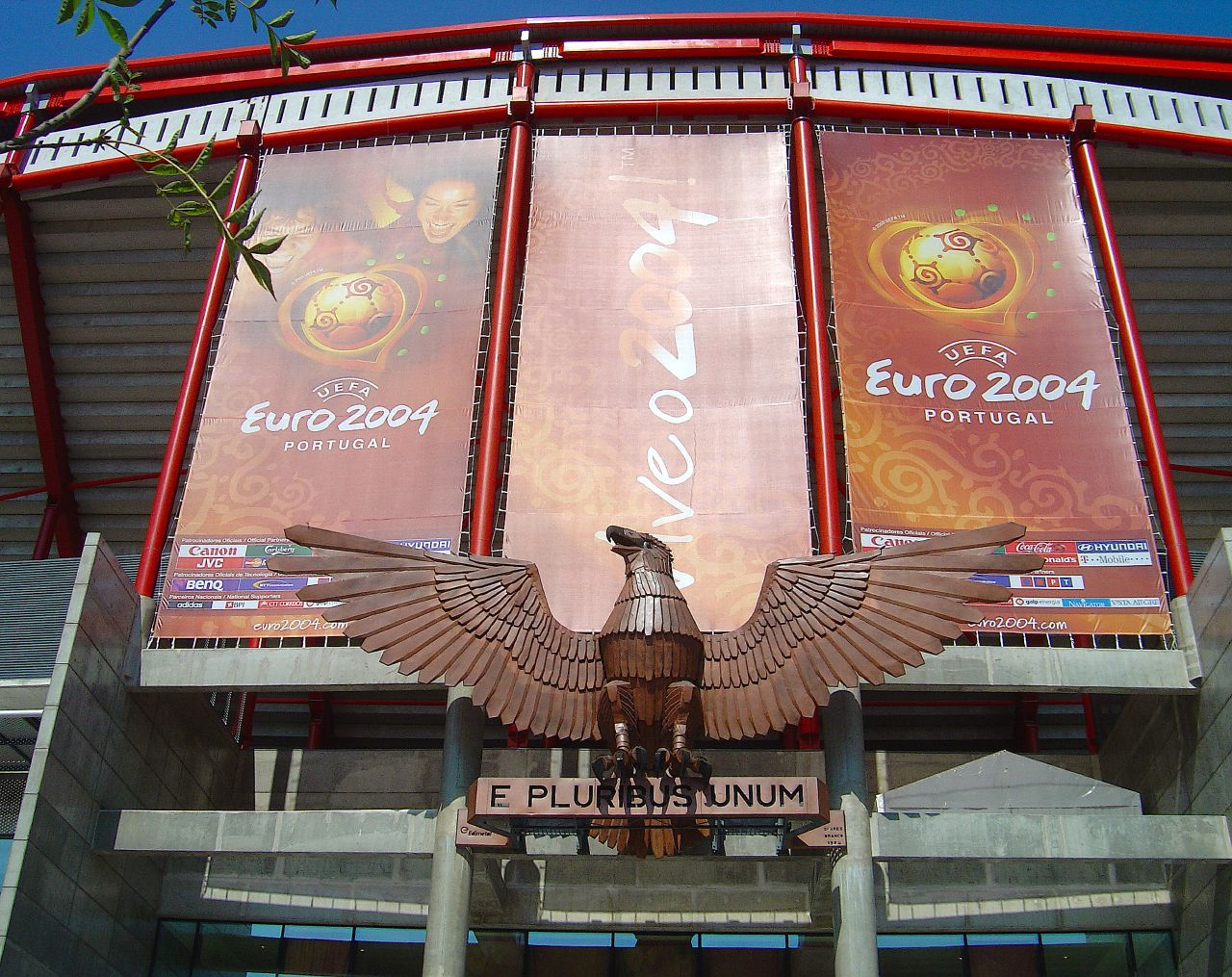
Lối vào sân vận động trong thời gian diễn ra Euro 2004

Các trận đấu của đội tuyển quốc gia sau đây đã được tổ chức tại sân vận động.
| #   | Ngày                 | Kết quả | Đối thủ              | Giải đấu                     |
| --- | -------------------- | ------- | -------------------- | ---------------------------- |
| 1.  | 16 tháng 6 năm 2004  | 2–0     | Nga                  | Vòng bảng Euro 2004          |
| 2.  | 24 tháng 6 năm 2004  | 2–2     | Anh                  | Tứ kết Euro 2004             |
| 3.  | 4 tháng 7 năm 2004   | 0–1     | Hy Lạp               | Chung kết Euro 2004          |
| 4.  | 4 tháng 6 năm 2005   | 2–0     | Slovakia             | Vòng loại World Cup 2006     |
| 5.  | 8 tháng 9 năm 2007   | 2–2     | Ba Lan               | Vòng loại Euro 2008          |
| 6.  | 10 tháng 10 năm 2009 | 3–0     | Hungary              | Vòng loại World Cup 2010     |
| 7.  | 14 tháng 11 năm 2009 | 1–0     | Bosna và Hercegovina | Vòng play-off World Cup 2010 |
| 8.  | 17 tháng 11 năm 2010 | 4–0     | Tây Ban Nha          | Giao hữu                     |
| 9.  | 4 tháng 6 năm 2011   | 1–0     | Na Uy                | Vòng loại Euro 2012          |
| 10. | 15 tháng 11 năm 2011 | 6–2     | Bosna và Hercegovina | Vòng loại play-off Euro 2012 |
| 11. | 2 tháng 6 năm 2012   | 1–3     | Thổ Nhĩ Kỳ           | Giao hữu                     |
| 12. | 7 tháng 6 năm 2013   | 1–0     | Nga                  | Vòng loại World Cup 2014     |
| 13. | 15 tháng 11 năm 2013 | 1–0     | Thụy Điển            | Vòng play-off World Cup 2010 |
| 14. | 29 tháng 3 năm 2015  | 2–1     | Serbia               | Vòng loại Euro 2016          |
| 15. | 8 tháng 6 năm 2016   | 7–0     | Estonia              | Giao hữu                     |
| 16. | 25 tháng 3 năm 2017  | 3–0     | Hungary              | Vòng loại World Cup 2018     |
| 17. | 10 tháng 10 năm 2017 | 2–0     | Thụy Sĩ              | Vòng loại World Cup 2018     |
| 18. | 7 tháng 6 năm 2018   | 3–0     | Algérie              | Giao hữu                     |
| 19. | 10 tháng 9 năm 2018  | 1–0     | Ý                    | UEFA Nations League 2018-19  |
| 20. | 22 tháng 3 năm 2019  | 0–0     | Ukraina              | Vòng loại Euro 2020          |
| 21. | 25 tháng 3 năm 2019  | 1–1     | Serbia               | Vòng loại Euro 2020          |
| 22. | 11 tháng 11 năm 2020 | 7–0     | Andorra              | Giao hữu                     |
| 23. | 14 tháng 11 năm 2020 | 0–1     | Pháp                 | UEFA Nations League 2020-21  |
| 24. | 14 tháng 11 năm 2021 | 1–2     | Serbia               | Vòng loại World Cup 2022     |

## Các trận đấu tại Giải vô địch bóng đá châu Âu 2004
| Ngày                |            | Kết quả         |            | Vòng      |
| ------------------- | ---------- | --------------- | ---------- | --------- |
| 13 tháng 6 năm 2004 | Pháp       | 2–1             | Anh        | Bảng B    |
| 16 tháng 6 năm 2004 | Nga        | 0–2             | Bồ Đào Nha | Bảng A    |
| 21 tháng 6 năm 2004 | Croatia    | 2–4             | Anh        | Bảng B    |
| 24 tháng 6 năm 2004 | Bồ Đào Nha | 2–2 (6–5 ph.đ.) | Anh        | Tứ kết    |
| 4 tháng 7 năm 2004  | Bồ Đào Nha | 0–1             | Hy Lạp     | Chung kết |

## Các trận đấu của Benfica tại các giải đấu châu Âu
Tính đến trận đấu diễn ra ngày 3 tháng 12 năm 2020
- 2003–04 (Cúp UEFA)
- 3–1 Molde
- 1–0 Rosenborg
- 0–0 Inter Milan
- 2004–05
- 1–0 Anderlecht (UEFA Champions League)
- 2–0 Dukla Banská Bystrica (Cúp UEFA)
- 4–2 Heerenveen
- 2–0 Dinamo Zagreb
- 1–1 CSKA Moskva
- 2005–06 (UEFA Champions League)
- 1–0 Lille
- 0–1 Villarreal
- 2–1 Manchester United
- 1–0 Liverpool
- 0–0 Barcelona
- 2006–07
- 3–0 Austria Wien (UEFA Champions League)
- 0–1 Manchester United
- 3–0 Celtic
- 3–1 Copenhagen
- 1–0 Dinamo București (Cúp UEFA)
- 3–1 Paris Saint-Germain
- 0–0 Espanyol
- 2007–08
- 2–1 Copenhagen (UEFA Champions League)
- 0–1 Shakhtar Donetsk
- 1–0 Celtic
- 1–1 Milan
- 1–0 Nürnberg (Cúp UEFA)
- 1–2 Getafe
- 2008–09 (Cúp UEFA)
- 2–0 Napoli
- 0–2 Galatasaray
- 0–1 Metalist Kharkiv
- 2009–10 (UEFA Europa League)
- 4–0 Vorskla
- 2–0 BATE Borisov
- 5–0 Everton
- 2–1 AEK Athens
- 4–0 Hertha Berlin
- 1–1 Marseille
- 2–1 Liverpool
- 2010–11
- 2–0 Hapoel (UEFA Champions League)
- 4–3 Lyon
- 1–2 Schalke 04
- 2–1 Stuttgart (UEFA Europa League)
- 2–1 Paris Saint-Germain
- 4–1 PSV Eindhoven
- 2–1 Braga
- 2011–12 (UEFA Champions League)
- 2–0 Trabzonspor
- 3–1 Twente
- 1–1 Manchester United
- 1–1 Basel
- 1–0 Oțelul Galați
- 2–0 Zenit
- 0–1 Chelsea
- 2012–13
- 0–2 Barcelona (UEFA Champions League)
- 2–0 Spartak Moskva
- 2–1 Celtic
- 2–1 Bayer Leverkusen (UEFA Europa League)
- 1–0 Bordeaux
- 3–1 Newcastle United
- 3–1 Fenerbahçe
- 2013–14
- 2–0 Anderlecht (UEFA Champions League)
- 1–1 Olympiakos
- 2–1 Paris Saint-Germain
- 3–0 PAOK (UEFA Europa League)
- 2–2 Tottenham
- 2–0 AZ Alkmaar
- 2–1 Juventus
- 2014–15 (UEFA Champions League)
- 0–2 Zenit
- 1–0 Monaco
- 0–0 Bayer Leverkusen
- 2015–16 (UEFA Champions League)
- 2–0 Astana
- 2–1 Galatasaray
- 1–2 Atlético Madrid
- 1–0 Zenit
- 2–2 Bayern München
- 2016–17 (UEFA Champions League)
- 1–1 Beşiktaş
- 1–0 Dynamo Kyiv
- 1–2 Napoli
- 1–0 Borussia Dortmund
- 2017–18 (UEFA Champions League)
- 1–2 CSKA Moskva
- 0–1 Manchester United
- 0–2 Basel
- 2018–19
- 1–0 Fenerbahçe (UEFA Champions League)
- 1–1 PAOK
- 0–2 Bayern München
- 1–1 Ajax
- 1–0 AEK Athens
- 0–0 Galatasaray (UEFA Europa League)
- 3–0 Dinamo Zagreb
- 4–2 Eintracht Frankfurt
- 2019–20 (UEFA Champions League)
- 1–2 RB Leipzig
- 2–1 Lyon
- 3–0 Zenit
- 3–3 Shakhtar Donetsk (UEFA Europa League)
- 2020–21 UEFA Europa League
- 3–0 Standard Liège
- 3–3 Rangers
- 4–0 Lech Poznań
- Thống kê tất cả các trận đấu

94 trận đấu: 59 thắng, 18 hòa, 17 thua
157 bàn thắng, 74 bàn thua